# Nowy Testament w przekładzie Walentego Szmalca
Nowy Testament w przekładzie Walentego Szmalca także Nowy Testament rakowski – unitariański przekład Nowego Testamentu, opracowany przez pastora Walentego Szmalca – ministra zboru unitariańskiego w Rakowie oraz Hieronima Moskorzowskiego i Jana Liciniusa Namysłowskiego. Dzieło opracowane w duchu braci polskich ukazało się w 1606 roku w drukarni Sebastiana Sternackiego. Była to zrewidowana wersja Nowego Testamentu Czechowica.
Wydanie to nosiło tytuł: „Nowy Testament, to jest wszystkie pisma Nowego Przymierza z greckiego języka na polski wiernie przełożone przez niektóre sługi słowa Bożego...” Drugie wydanie ukazało się w roku 1620 nakładem tej samej drukarni. Trzecie wydanie drukowano w Rakowie w roku 1638 jednak druk wstrzymano po likwidacji ośrodka braci polskich w Rakowie na skutek działań biskupa Jakuba Zadzika. Kolejne, w pewnym stopniu przeredagowane wydanie, opublikowano w roku 1686 w Amsterdamie w drukarni Jana Krelliusa.
W roku 1630 w Rakowie wydano wersję niemiecką tego przekładu. Według Karola Estreichera, na przekładzie rakowskim opracowano niemiecką edycję Jeremiasa Felbingera (1616–ok. 1690) opublikowaną w roku 1660 przez Christoffa Cunradena (zm. 1684?) w Amsterdamie.